# Olof Stahre
Nils Olof Stahre (ur. 19 kwietnia 1909 w Lerum, zm. 7 marca 1988 w Blentarp) – szwedzki jeździec sportowy. Dwukrotny medalista olimpijski. 
Specjalizował się we Wszechstronnym Konkursie Konia Wierzchowego. Brał udział w dwóch igrzyskach (IO 48, IO 52), na obu zdobywał medale w drużynie. W 1948 Szwedzi zajęli drugie miejsce, cztery lata później triumfowali. Stahre partnerowali Hans von Blixen-Finecke i Folke Frölén. Startował na koniu Komet.